# 我的兄弟叫顺溜
《我的兄弟叫顺溜》，2009年中国大陆的一部抗日战争题材电视剧，由花箐执导，张国强和王宝强等主演。该剧是花箐执导的第一部电视剧，也是张国强和王宝强继《士兵突击》后的再度联手。本剧讲述顺溜如何从一位农家子弟成为一名新四军狙击手。本劇创2009年央视收视最高纪录。

## 制作人员
- 导演：花箐

## 演员名单
- 张国强饰陈大雷（順溜長官，名義上的大哥，新四軍一軍長）
- 王宝强饰陈二雷（原名陳順溜）
- 孙　逊饰三营长
- 常　铖饰李　欢（國民党軍官，抗戰以來一直把兵力收藏，不打日軍，反与新四軍磨擦）
- 郝　蕾饰顺溜姐姐（在最後順溜狙擊日軍司令的橋段，被日軍坂田強暴，不堪淩辱自殺）（友情客串）

## 剧情简介
新四軍戰士順溜槍擊漢奸吳司令時，卻誤打了自己的司令陳大雷。脱險的陳大雷讓順溜槍擊手中的火柴盒後，認定順溜是一個天生的神槍手。酒後，他知道順溜是用狼奶養大的一個獵人的孩子，遂和順溜稱兄道弟。順溜改名陳二雷後不負所望，在打鬼子的戰鬥中立下了赫赫戰功。二雷成了傳奇人物，戰鬥英雄。他騎着司令的大洋馬去看望姐姐和他心儀的女孩，為了她們的幸福，他要多打鬼子再立戰功。在一次又一次的戰鬥中，他成為令敵傷膽的狙擊手。
在一次狙擊鬼子中將石原的任務中，為了完成任務，他眼看着姐姐被鬼子坂田強暴後投井自殺。鬼子坂田成了他下一個狙擊目標。此時，日本天皇宣佈投降，中華民國國軍部隊接受鬼子投降，並安排鬼子從連雲港乘船返國。陳大雷發現順溜獨自趕到碼頭，心急如焚，如果順溜擊斃鬼子，破壞了停戰協議，順溜將會受到軍法懲處。

## 批评
本片中的许多军事方面（例如狙击手）的部分错误受到批评。如见中国杂志《兵器》2009年09期相关文章。